# Banyalbufar
Banyalbufar és una vila i municipi mallorquí situat a l'oest de l'illa, entre la serra de Tramuntana i la mar Mediterrània. Limita amb Estellencs, Puigpunyent, Esporles i Valldemossa.
El nucli de població principal conté diverses àrees amb denominació pròpia: l'Abeurador, la Creueta, el Pou de la Garriga i el Molinot; a més dels nuclis del Port del Canonge i Son Coll.

## Etimologia
El topònim Banyalbufar, pronunciat [ˌbaɲəwβu'fa] o [ˌbaɲəβu'fa], apareix documentat de ben antic sota la forma Banyalbahar. El segon element, és àrab: al-bahar vol dir 'la mar'. En canvi, el primer element és més opac; bé podria ser un híbrid mossàrab-àrab i ésser vīnĕa al-bahar 'la vinya de la mar', bé podria ser un derivat de l'àrab binyân 'bastir', i aleshores seria 'la casa de la mar'.

## Població
| Entitat de població | Habitants (2024) |
| Banyalbufar         | 487              |
| es Port des Canonge | 60               |
| Son Coll            | 33               |
| Font: INE           |                  |

Segons les dades censals de l'INE, la població de dret era de 488 habitants el 1842. Aquest nombre va augmentar gradualment fins a arribar al seu màxim històric de 913 habitants el 1930. Després d'aquest pic, es va produir una disminució sostinguda al llarg del segle xx, amb 456 habitants el 1991. Al segle xxi, la població ha mostrat una relativa estabilització, situant-se al voltant dels 500 habitants, amb lleugers increments o decrements.
Els llinatges més habituals a Banyalbufar són Albertí i Tomàs, i també són comuns Font, Vives, Bujosa, Picornell, Mir i Bosc (Bosch).

## Geografia

### Protecció del territori
Banyalbufar és un municipi altament protegit des del punt de vista ambiental, gràcies a la seva inclusió en diverses figures de protecció a nivell autonòmic i europeu. Forma part de la Xarxa Natura 2000 amb dos Llocs d'Importància Comunitària (LIC): al Port des Canonge, i l'àrea costanera des de Cala Ses Ortigues fins a Cala Estellencs. A nivell autonòmic, el territori està protegit per la Llei 1/1991 d'Espais Naturals, que designa un 88,3% del municipi com a Àrea Natural d'Especial Interès (ANEI). A més, el 99,33% del terme municipal està integrat en el Pla d'Ordenació de Recursos Naturals (PORN) de la Serra de Tramuntana, declarat Patrimoni de la Humanitat per la UNESCO.

### Relleu
Situat a la costa oest de Mallorca, dins la comarca de la Serra de Tramuntana, Banyalbufar ocupa una extensió de 18,5 km² i es caracteritza per un relleu accidentat format per muntanyes, valls i pendents que descendeixen fins al mar Mediterrani. El punt més alt del municipi és la Mola de Planícia, amb 932 metres d'altitud, mentre que l'elevació mitjana és de 282 metres. Els pendents, amb una inclinació mitjana del 49%, afavoreixen una notable erosió causada per l'escolament, especialment durant episodis de pluja intensa.
La costa de Banyalbufar, que s'estén al llarg de 7 km, destaca per la seva abruptesa, amb penya-segats que cauen directament al mar. El paisatge destaca per les seves característiques marjades escalonades, de la Mola de Planícia fins a la mar. Aquest relleu escarpat dóna lloc a cales singulars com la Cala Banyalbufar i el Port del Canonge. El paisatge també està marcat per nombrosos torrents de recorregut curt, com el torrent de Son Coll, el de Son Bunyola i el de Can Cerdà, que descendeixen des dels cims fins a la costa, contribuint a la configuració d'aquest litoral escarpat.

### Geologia
El relleu està dominat per materials del Mesozoic, com les calcàries i gresos del Triàsic, en contacte amb margues i calcarenites del Miocè inferior. A més, hi ha dipòsits més recents del Plistocè i Holocè, formats per conglomerats, bretxes i blocs. Un dels trets més destacables és l'aflorament del Buntsandstein al Port des Canonge, un element únic a Mallorca, que es troba en contacte per falla amb una sèrie turbidítica del Miocè inferior.

### Hidrologia
Es caracteritza per torrents curts i abruptes, com el torrent de Son Coll, amb una conca de 6,5 km² i pendents pronunciades que descendeixen ràpidament cap a la costa, sovint millorats per la presència de fonts al llarg del seu recorregut. Pel que fa a l'aigua subterrània, el municipi es troba entre dues unitats hidrogeològiques: la Unitat "Deià" (74 km²) i la Unitat "Fonts" (119 km²), que emmagatzemen aigua de pluja i neu, proporcionant reserves essencials durant les sequeres i mostrant una menor vulnerabilitat a la salinització. Les fonts, històricament la principal font d'extracció d’aigua, continuen sent un element clau per entendre el comportament hidrològic del municipi, que combina recursos superficials i subterranis dins el marc singular de la Serra de Tramuntana.

### Clima
Gaudeix d'un clima mediterrani típic, amb hiverns suaus i estius calorosos, marcat per una notable variabilitat en les precipitacions. Durant l'estiu, les pluges són escasses i sovint limitades a episodis puntuals com les gotes fredes, mentre que la tardor registra la major part de les precipitacions, sobretot als mesos d'octubre i novembre. La temperatura mitjana anual és de 17°C, amb màximes que rarament superen els 35°C i mínims que difícilment baixen dels 5°C. L'oscil·lació tèrmica anual varia lleugerament entre les zones costaneres i l'interior, i l'altitud influeix directament en el gradient tèrmic.

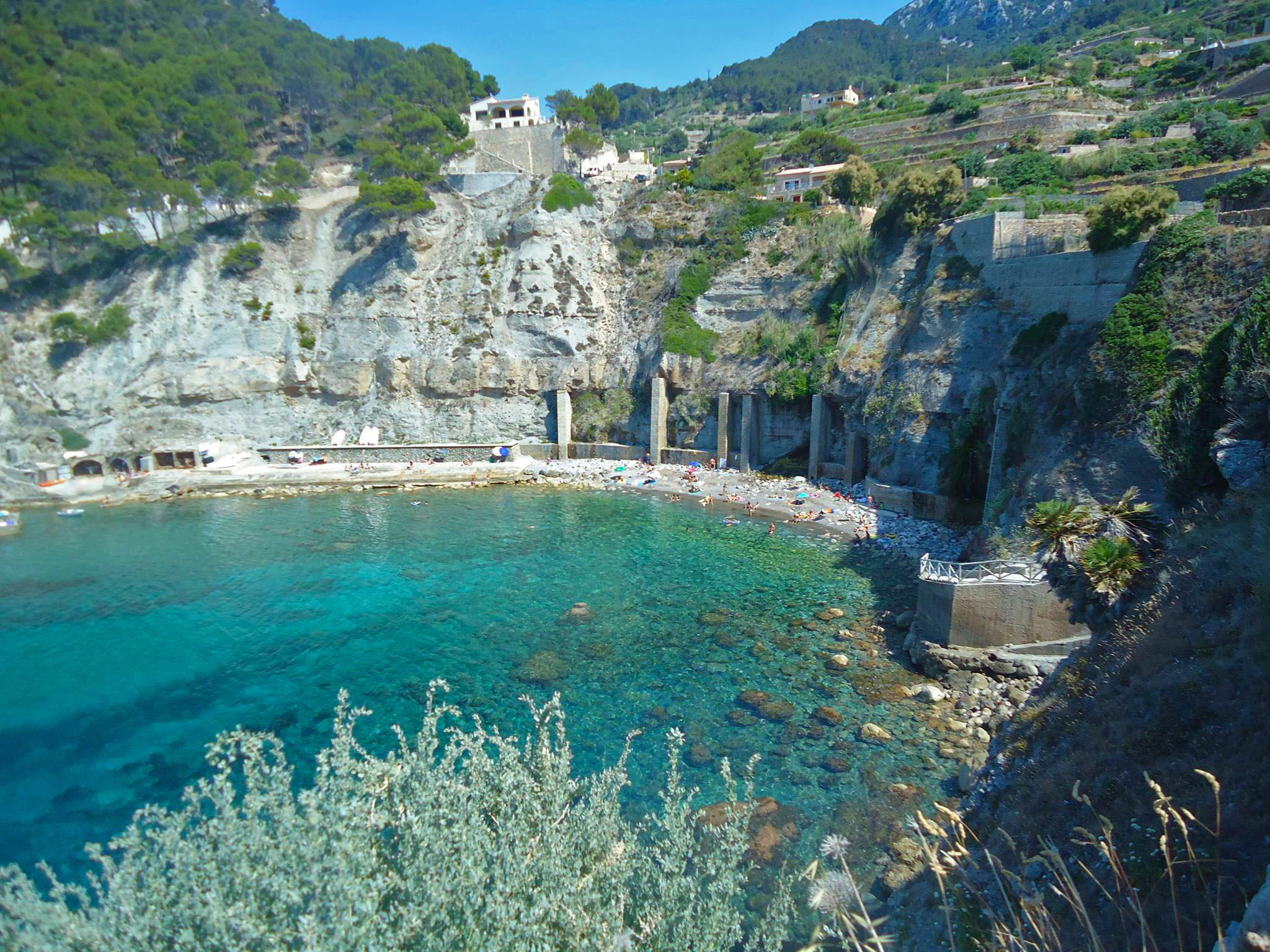
Cala de Banyalbufar
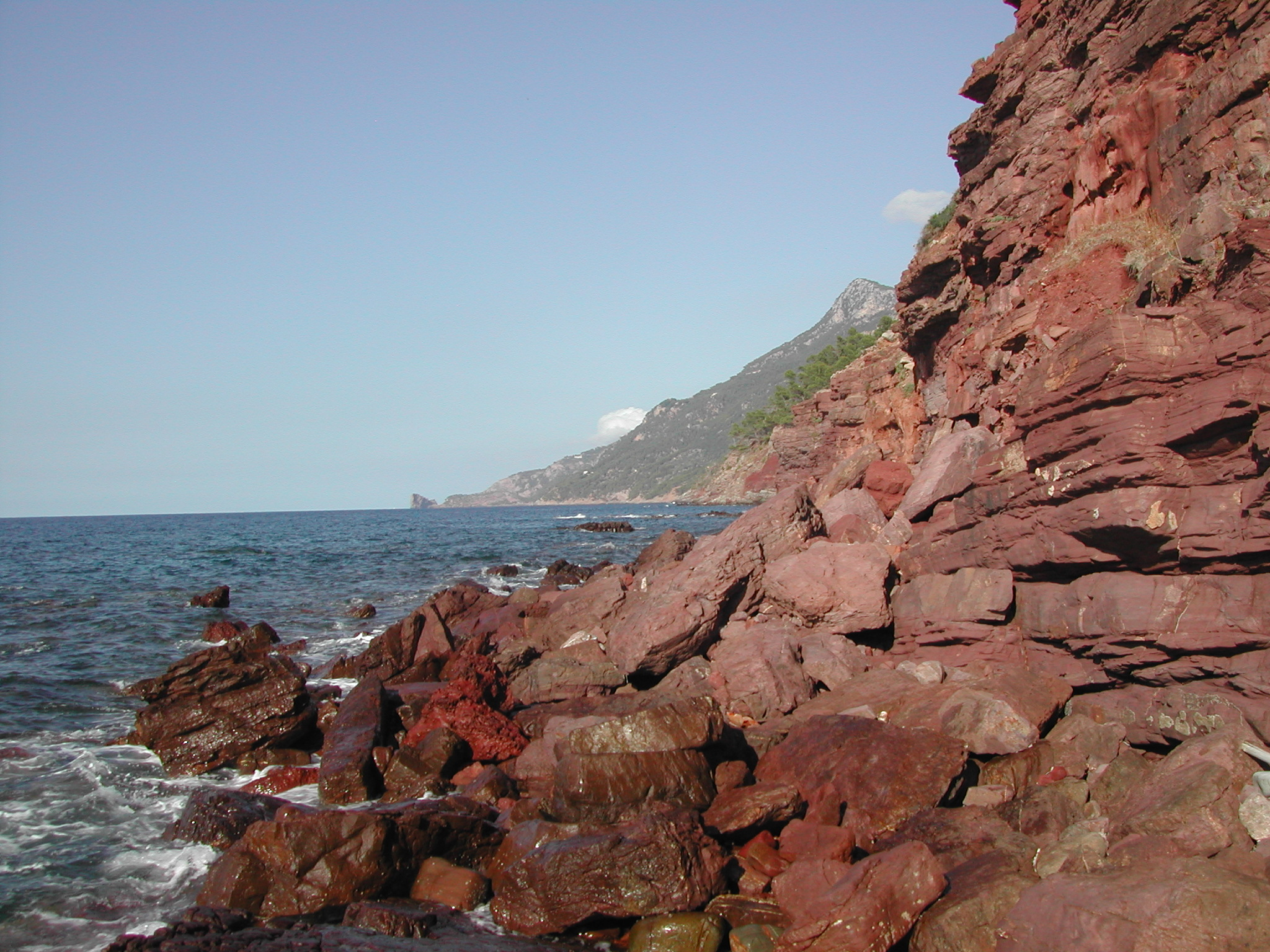
Geologia del Port del Canonge
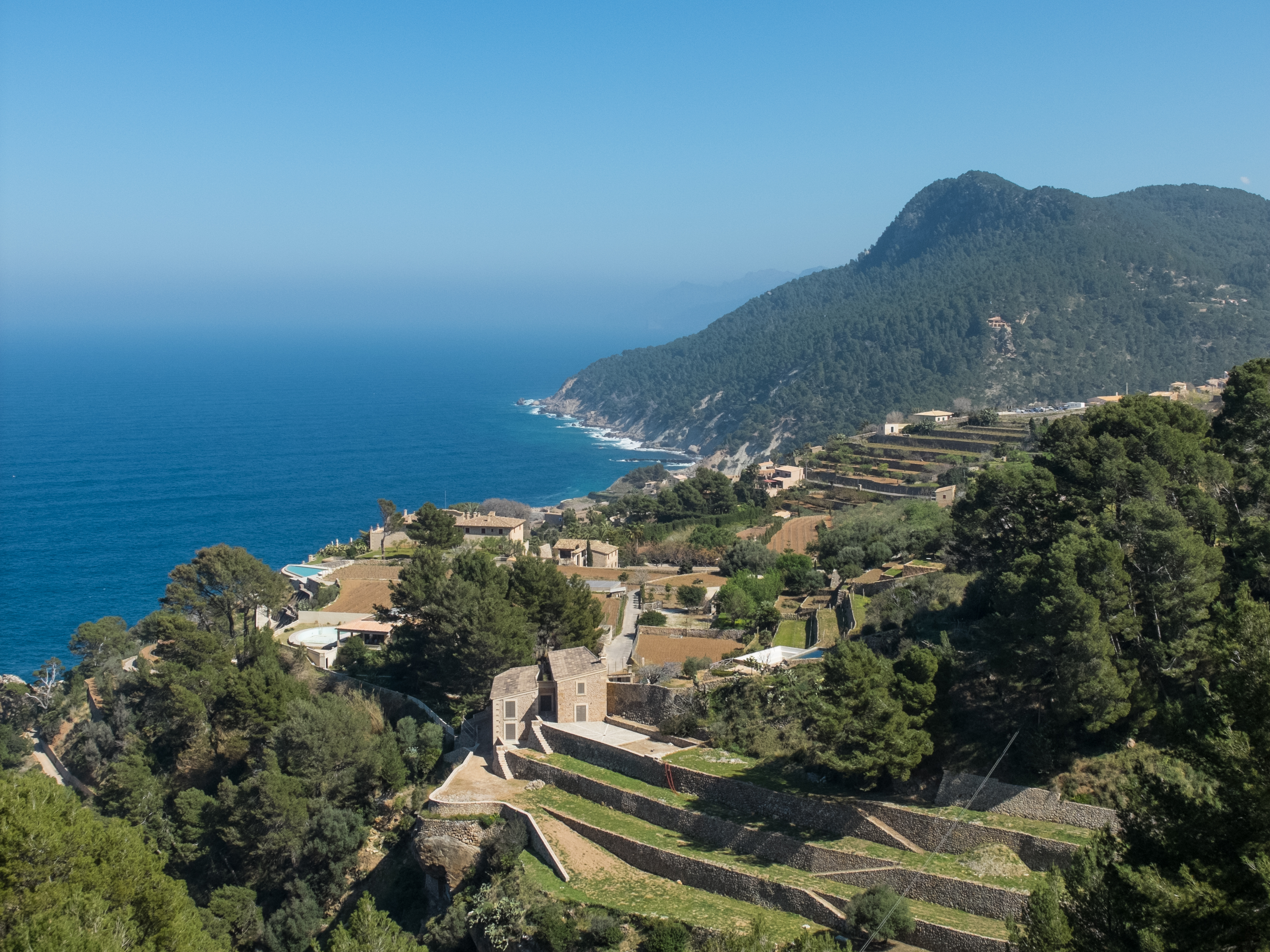
Vista de Banyalbufar cap al mar
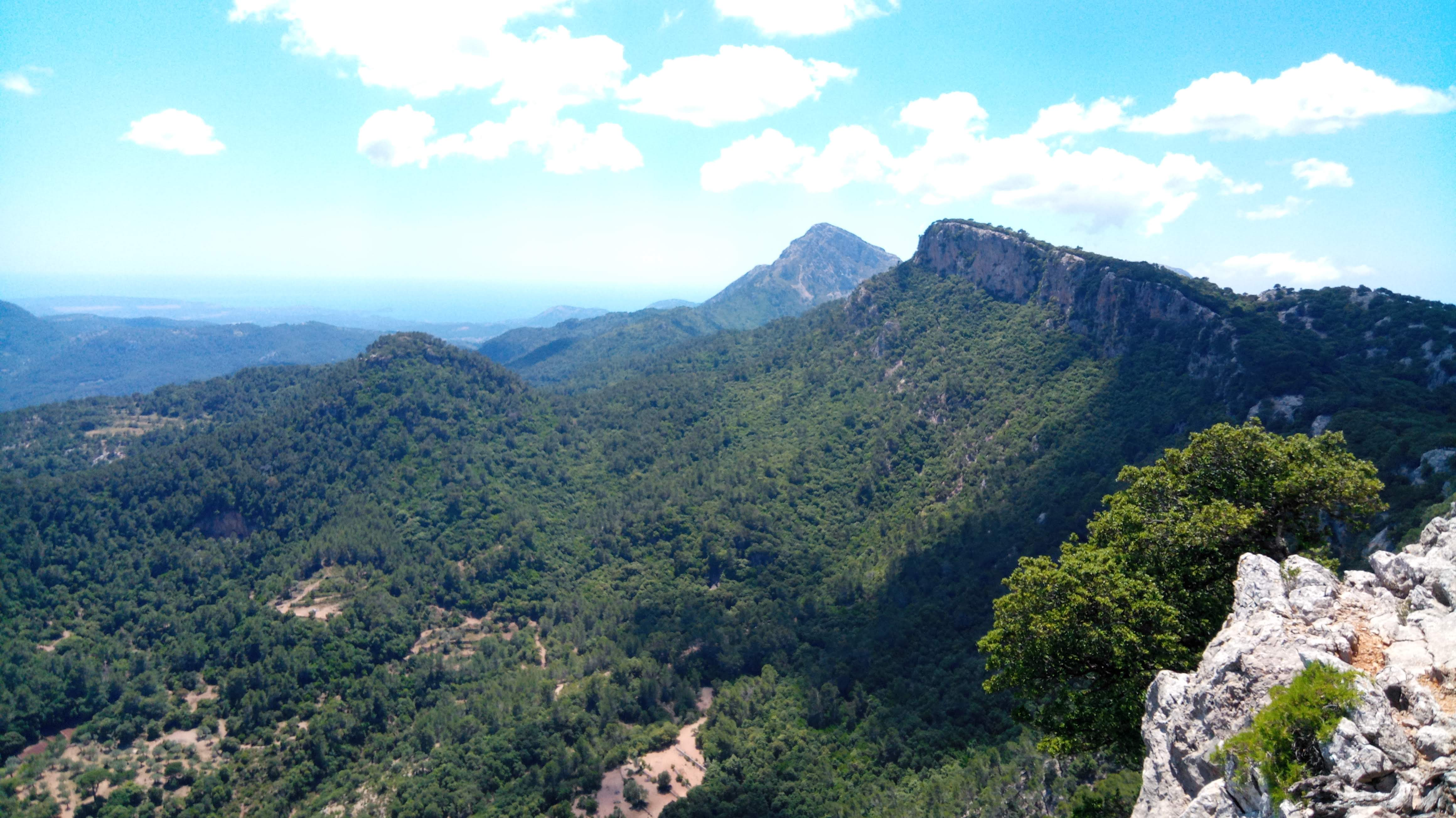
Els Puntals de Planícia i el Galatzó

## Història
Banyalbufar, tot i la seva ubicació muntanyenca, ha estat habitat des de la prehistòria, amb vestigis que daten d'entre el tercer i quart mil·lenni aC. Els primers assentaments corresponen a la cultura talaiòtica, com demostren els jaciments de Son Valentí i Son Bunyola, amb el talaiot circular de ses Cases d’en Jordi.
Amb la conquesta romana el 123 aC., les Balears foren integrades a l'Imperi Romà, posant fi a l'època talaiòtica. Malgrat això, molts assentaments talaiòtics, com Son Valentí i Son Bunyola, continuaren habitats fins a períodes avançats de l’època romana. Aquest procés va comportar l'abandonament d'alguns assentaments en favor d’aquells més adequats per a l’agricultura i la gestió territorial sota el nou ordre romà.
Banyalbufar pren forma com a comunitat andalusina després de la conquesta de Mallorca del 903 i va establir una administració basada en alqueries i rafals. Banyalbufar era una alqueria que feia part del juz de Bunyola. El topònim de la vila reflecteix aquesta herència islàmica, visible també en les marjades i el sistema de distribució d'aigua. Les actuals possessions de Son Valentí i Son Balaguer formaven part de les alqueries islàmiques, una organització que perdurà fins a la conquesta cristiana.
Després de la conquesta de Mallorca el 1229, en el Repartiment correspongué a Nuno Sanç. Si bé va fer part del terme d'Esporles fins al segle xix, sempre gaudí d'una certa autonomia; mostra d'això és el fet que el rei Sanç el 1312 li concedí escut, les quatre barres en camp blau envoltat de set estels d'or, el qual encara conserva. El 1392, Joan el Caçador creà la baronia de Banyalbufar a favor d'Umbert Desfonollar, un règim senyorial el senyor de la qual tenia jurisdicció civil i criminal sobre els habitants dels seus dominis. Tornà a mans de la corona, fins que el 1445 Alfons el Magnànim la cedí a Llatzeret de Lloscos.
Banyalbufar formava una Universitat conjunta amb Esporles fins a la seva separació el 1836. L'agricultura i la pesca constituïen la base econòmica, destacant la producció de vi de malvasia, exportat arreu d'Europa. La plaga de la fil·loxera del 1891 va transformar aquesta economia, substituint la vinya pel conreu de la tomàtiga de ramellet. Durant el primer terç del segle xx, Banyalbufar va viure una època d'esplendor gràcies a la producció agrícola. Tot i això, episodis com l'onada de fred de 1956 i una calabruixada el 1959, van precipitar una crisi agrícola i l'emigració de molts habitants cap a Palma. La pesca, que també havia estat rellevant, va perdre importància gradualment al llarg del segle.
Amb la restauració de la democràcia el 1977, Banyalbufar va experimentar una renovació política i social. Figures locals com Jeroni Albertí Picornell van destacar en aquest període.

## Administració i política

### Composició de la Corporació Municipal
| Eleccions municipals de 28 de maig de 2023 - Banyalbufar |                                        |                                     |                                         |      |          |          |
| Candidatura | Candidatura                            | Candidatura                         | Cap de llista                           | Vots | Vots     | Regidors |
| | Proposta per les Illes                 |                                     | Maria de los Ángeles Leonor Bosch Pérez | 182  | 51,26%   | 4        |
| | Per Banyalbufar i es Port d'es Canonge |                                     | Francesc Albertí Picornell              | 167  | 47,04%   | 3        |
| | Vots en blanc                          |                                     |                                         | 6    | 1,69%    |          |
| Total vots vàlids i regidors | Total vots vàlids i regidors           | Total vots vàlids i regidors        | Total vots vàlids i regidors            | 349  | 100 %    | 7        |
| | Vots nuls                              | Vots nuls                           | Vots nuls                               | 8    | 2,20%    |          |
| Participació (vots vàlids més nuls) | Participació (vots vàlids més nuls)    | Participació (vots vàlids més nuls) | Participació (vots vàlids més nuls)     | 363  | 79,95%** |          |
| Abstenció | Abstenció                              | Abstenció                           | Abstenció                               | 91*  | 20,04%** |          |
| Total cens electoral | Total cens electoral                   | Total cens electoral                | Total cens electoral                    | 454* | 100 %**  |          |
| Batle: Maria de los Ángeles Leonor Bosch Pérez (Proposta per les Illes) (17/06/2015) Per majoria absoluta dels vots dels regidors (4 vots de Proposta per les Illes) |                                        |                                     |                                         |      |          |          |
| Fonts: Ara Balears. (* No són vots sinó electors. ** Percentatge respecte del cens electoral.)                                                                       |                                        |                                     |                                         |      |          |          |

### Batles
| Període     | Batle o batlessa                         | Partit polític | Data de possessió     | Observacions |
| ----------- | ---------------------------------------- | -------------- | --------------------- | ------------ |
| 1979–1983   | Jaume Tomàs Font                         | UCD            | 19/04/1979            | --           |
| 1983–1987   | Jaume Tomàs Font                         | UM             | 28/05/1983            | --           |
| 1987–1991   | Jaume Tomàs Font                         | UM             | 30/06/1987            | --           |
| 1991–1995   | Jaume Tomàs Font                         | UM             | 15/06/1991            | --           |
| 1995–1999   | Antoni Mora Vich                         | IPB - PSM      | 17/06/1995            | --           |
| 1999–2003   | Antoni Mora Vich Manuel F. Romero Romero | IPB - PSM      | 03/07/1999 29/09/1999 | --           |
| 2003–2007   | Mateu Ferrà Bestard                      | UM             | 14/06/2003            | --           |
| 2007–2011   | Mateu Ferrà Bestard                      | UM             | 16/06/2007            | --           |
| 2011–2015   | Mateu Ferrà Bestard                      | CxI            | 11/06/2011            | --           |
| 2015–2019   | Mateu Ferrà Bestard                      | El Pi          | 13/06/2015            | --           |
| 2019-2023   | Mateu Ferrà Bestard                      | El Pi          | 15/06/2019            | --           |
| Des de 2023 | Maria de los Ángeles Leonor Bosch Pérez  | El Pi          | 17/06/2023            | --           |

## Economia

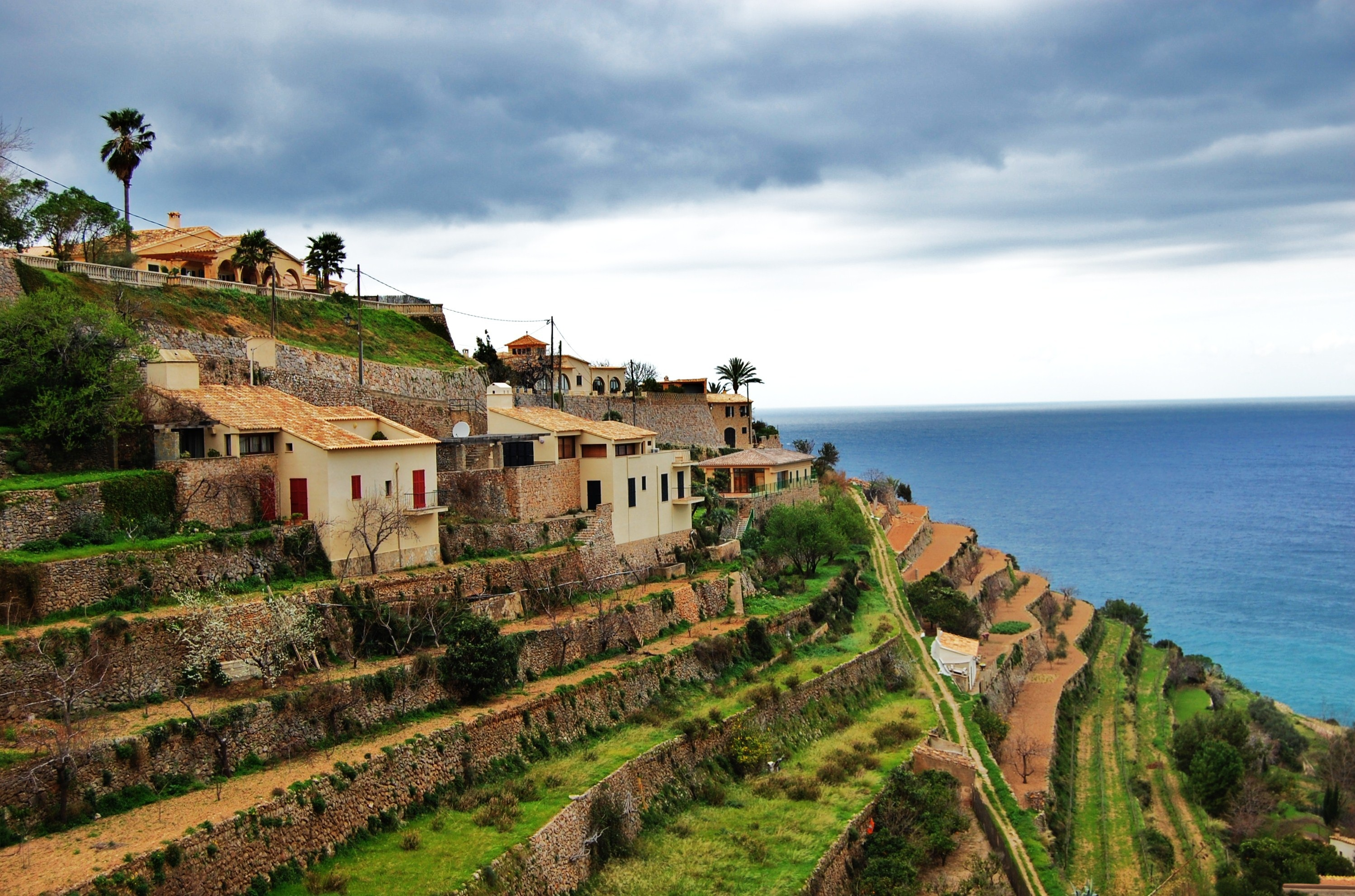
Marjades de Banyalbufar

L'agricultura fou l'ocupació gairebé exclusiva dels habitants d'aquesta zona, encara que també es pescava com a complement a les labors agrícoles. La vinya començà a prendre importància a partir del segle xvi, i feu especial fortuna la malvasia de Banyalbufar, però el seu cultiu s'abandonà per una plaga de fil·loxera (actualment, aquest cultiu es troba en procés de recuperació). Aleshores es conreà la tomàtiga de ramellet per iniciativa de Francesc Albertí Gomila, que primer s'exportava a Ciutat però prengué força i ben aviat començà a arribar a Barcelona. Es tractava d'un producte que es podia reservar i guardar per l'hivern, cosa que el feia molt competitiu; la vila s'enriquí i això permeté que fos de les primeres de Mallorca a tenir electricitat i que el 1914 ja tengués clavegueram.
La pesca va ser un sector clau a Banyalbufar, especialment al segle xix, quan es va establir un gremi de pescadors amb sant Pere com a patró. Durant els anys vint del segle xx, unes 30 barques operaven des dels petits ports locals, ocupant uns 100 pescadors. Tanmateix, a partir dels anys trenta, l'activitat va declinar, ja que molts pescadors van adquirir terres agrícoles i van abandonar progressivament la pesca com a principal mitjà de subsistència.
Avui dia el mitjà de vida de la major part dels seus habitants és el turisme. No hi ha cap indústria a la zona.

## Llocs d'interès

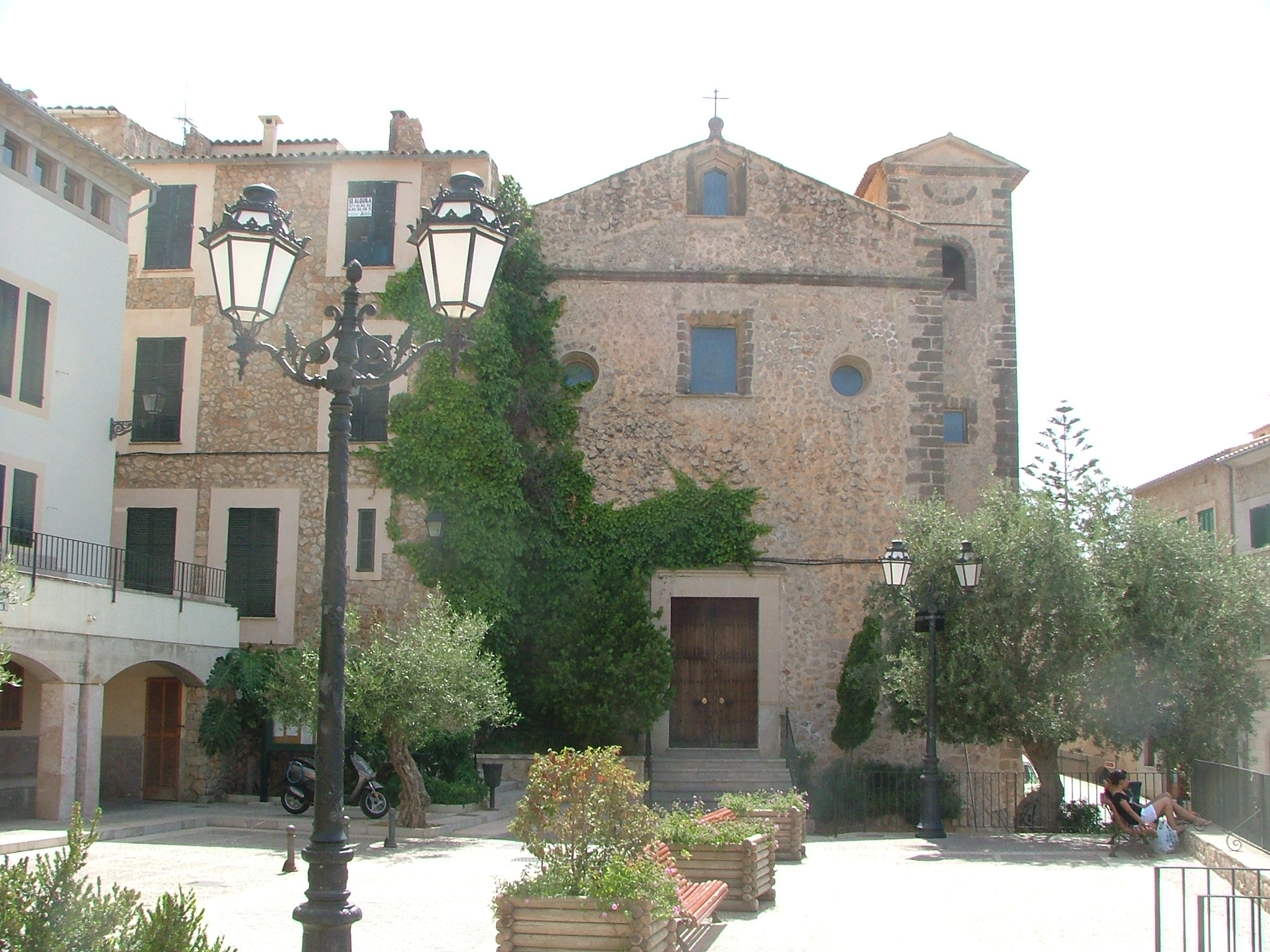
Església de Banyalbufar

Al bell mig del poble es troba la clastra de la Baronia, amb una torre on s'amagaven els habitants del poble quan sofrien els atacs dels corsaris, construccions que daten del segle xvii. A un quilòmetre i mig del poble anant cap a Estellencs es troba la Torre del Verger, altrament coneguda com a Torre de les Ànimes, que data del segle xvi. Anar fins a sa torreta és una passejada molt habitual entre els banyalbufarins.
A la part més elevada de la vila hi destaca el Penyal, un petit nucli de cases al qual s'hi arriba per les escales situades davant i darrere de l'església. Partint d'aquí es pot fer el camí de la Síquia. L'església, dedicada a la Nativitat de la Mare de Déu, fou començada a construir el 1669; el 1690 la volta ja era acabada i el 1697 el campanar. El 1851 patí un terratrèmol les reparacions del qual s'allargaren fins a 1860. S'erigí en parròquia el 1913.
La millor vista del poble és la que s'albira la Cabarola estant, punt situat al començament de la Volta del General, a la Bastida, que és una excursió que du fins al Port del Canonge. Tot aquest paratge patí les conseqüències de la tempesta del 29 d'agost de 2020 que assolà la zona, i de llavors ençà bona part del bosc està en procés de regeneració.

## Festes patronals
Les festes patronals del poble es realitzen la primera setmana de setembre per la Nativitat de la Mare de Déu.